# Seeheim (Wüstung)
Seeheim (auch Senheim, Seheim) ist eine Wüstung auf dem Gebiet des Dettelbacher Ortsteils Bibergau im Landkreis Kitzingen. Das Dorf wurde im 14. Jahrhundert verlassen, die Gründe hierfür sind nicht bekannt.

## Geografische Lage
Die Lokalisierung der Wüstung erweist sich aufgrund der Flurbereinigung in den 1960er und 1970er Jahren als schwierig. Seeheim war wohl im Westen von Bibergau auf halbem Weg nach Effeldorf zu finden. Noch im 19. Jahrhundert wurde die entsprechende Flur Am See oder Der See genannt. Heute bestehen von der ehemaligen Siedlung lediglich noch Feldflächen, südlich entstand der Ortsteil Dettelbach-Bahnhof. Im Norden befindet sich Euerfeld.

## Geschichte
Der Ortsname mit der Endung -heim verweist auf die frühen Vorstöße der fränkischen Eroberer in die Region am Main. Bereits im 6. Jahrhundert entstanden entweder planmäßig angelegte Siedlungen oder die Franken verdrängten die ansässige Bevölkerung und errichteten neue Wohnplätze zwischen Main und Steigerwald. Zumeist war das Namenspräfix, hier See-, sachbezogen. In diesem Fall weist es jedoch wohl auf die geografischen Bedingungen der Umgebung hin.
Erstmals urkundlich erwähnt wurde Seeheim im Jahr 1174. Damals übergab der Adelige Hermann von Windheim dem Zisterzienserkloster Ebrach im Steigerwald eine Hube, welche „situm in villa Seheim“ (im Dorf Seeheim gelegen ist). Dies ist die einzige Nennung der blühenden Siedlung. 1318 gab es an der Stelle des Dorfes lediglich eine Bibergauer Flurbezeichnung. 1340 besaß das Kloster Ebrach noch mehrere Weinberge bei der ehemaligen Siedlung. Noch im 15. und 16. Jahrhundert wurde die Flur Seeheim oft genannt.